# Нора Мяо
Нора Мяо (на китайски: 苗可秀; на пинин: Miáo Kěxiù) е хонконгска актриса.
Родена е на 8 февруари 1952 година в Хонконг. В началото на 70-те години започва да играе в киното и става известна с участието си в популярни екшън филми на компанията „Голдън Харвест“, като „Големият шеф“ („唐山大兄“, 1971), „Юмрукът на яростта“ („精武门“, 1972), „Пътят на дракона“ („猛龍過江“, 1972).

## Избрана филмография
- „Големият шеф“ („唐山大兄“, 1971)
- „Юмрукът на яростта“ („精武门“, 1972)
- „Пътят на дракона“ („猛龍過江“, 1972)
- „一個好爸爸“ (2008)